# Hymn of Death
Hymn of Death (koreanisch 사의 찬미, RR Sa-ui Chanmi) ist eine Miniserie des südkoreanischen Fernsehsenders SBS, die international durch den Streamingdienst Netflix veröffentlicht wurde. Der Film spielt zur Zeit des japanisch besetzten Korea und handelt von der Sopranistin Yun Sim-deok und dem Schriftsteller Kim U-jin. Die Geschichte wurde zuvor bereits mehrfach adaptiert. Die Erstausstrahlung war vom 27. November bis 4. Dezember 2018.

## Handlung
Anfang der 1920er Jahre als Korea bereits von Japan besetzt ist, gründen ein paar, überwiegend koreanische, Studenten in der japanischen Hauptstadt Tokio eine Künstlergruppe für Literatur, Musik und Theater. Sie wollen gemeinsam durch Korea (Chōsen/Joseon) touren, um ihr Bühnenstück aufzuführen. Dieses soll in koreanischer Sprache aufgeführt werden und wurde bereits zensiert, um nicht in Konflikt mit japanischen Behörden zu kommen. Sie wollen aber zeigen, dass Korea lebt, auch wenn es nun eine Kolonie ist. Weiterhin möchten sie westliche und neue Werke in Korea verbreiten.
Während der Arbeiten und Proben an dem Stück kommen sich Sim-deok und U-jin, der Regie führt, immer näher. Doch eines Tages führt die japanische Polizei eine Razzia durch, da sie sozialistisches Gedankengut oder die Planung eines Aufstands befürchten. Sie können jedoch nichts Verdächtiges finden. Die Gruppe beschließt, weiterzumachen, trotz der Gefahr. Nach etwas Zeit finden ihre Auftritte in Korea statt. Doch nach dem letzten Auftritt wird U-jin von der Polizei festgenommen und misshandelt. Sie wollen ein Exempel statuieren, da es in dem Stück um Freiheit ging. Als er aus der Haft entlassen wird, wird er von Sim-deok in Empfang genommen. Diese nimmt ihn zunächst mit in ihr Elternhaus. Gemeinsam verbringen sie etwas Zeit in Gyeongseong und besuchen auch das Theater Dansungsa. Sim-deok träumt davon, einmal die beste Sängerin Koreas zu werden und dort aufzutreten.
Bevor alle nach Japan zurückkehren, lädt U-jin seine Gruppe zu sich nach Mokpo ein. Sim-deok ist überrascht, dass U-jins Familie so wohlhabend ist, und erschüttert, als sie sieht, dass U-jin bereits verheiratet ist. Sie verlässt daraufhin schon früh die Abschlussfeier und hinterlässt ihre Nachricht und ihren Hut. Einen Monat später sehen sich U-jin und Sim-deok in Tokio wieder. Doch Sim-deok kehrt nach Korea zurück, da ihr Studium beendet ist.
Fünf Jahre später hat U-jin das Unternehmen seines Vaters übernommen. Eines Morgens liest er in der Zeitung, dass Yun Sim-deok im Dansungsa auftreten wird. Er beschließt, nach Gyeongseong zu reisen und sich die Vorstellung anzusehen. Sim-deok erkennt ihn im Publikum und rennt ihm nach dem Auftritt hinterher. Beide lieben sich noch immer und treffen sich häufiger. U-jin beginnt wieder zu schreiben. Doch Sim-deok hat trotz ihrer Arbeit als Sängerin westlicher klassischer Musik Geldprobleme. Sie soll einen reichen Mann heiraten, ist jedoch abgeneigt, da sie in U-jin verliebt ist. Sie reist nach Mokpo und bittet ihn um Hilfe. Doch er kann ihr nicht anbieten, bei ihm zu bleiben. So heiratet Sim-deok den Mann. Unterdessen hat U-jins Vater von seinen Ausflügen nach Gyeongseong und seinen Schreibarbeiten erfahren. Doch U-jin wehrt sich erstmals, da er sonst alles getan habe, was sein Vater je wollte: Die Heirat und die Übernahme des Unternehmens. Das Schreiben will er nicht wieder aufgeben.
Sim-deok bekommt schließlich ein Angebot einer japanischen Plattenfirma, dass ihr erlauben würde, das Studium eines ihrer Geschwister in den USA zu finanzieren. Sie verlangt den doppelten Lohn, um beide Geschwister zu unterstützen und löst die Verlobung. In Mokpo sind U-jins Frau und sein Vater auf die Bücher und Liebesbriefe gestoßen und verbrennen sie. Doch U-jin hat für sich entschlossen, dass er mit Sim-deok zusammenleben will und verlässt sein Unternehmen und seine Familie. Sim-deok und U-jin wollen gemeinsam nach Osaka, wo auch die Tonaufnahme stattfinden soll. U-jin reist früher ab und wartet in Osaka auf Sim-deok. In Gyeongseong machen sich derweil Gerüchte breit, Sim-deok habe mit dem Präsidenten der Plattenfirma für Geld geschlafen und deshalb habe ihr Verlobter die Hochzeit abgeblasen. Die Gerüchte machen ihr zu schaffen. Zudem will die japanische Regierung in Korea, dass sie auf Veranstaltungen für sie singt. Ansonsten würde ihrer Familie etwas passieren. Sie sagt jedoch nicht zu. Sie weiß jedoch, dass sie nach einer Rückkehr aus Osaka dazu gezwungen würde.
In Osaka wird U-jin von seiner Frau aufgesucht, die ihm mitteilt, dass sein Vater nichts mehr esse und niemand anders die Firma leiten könne. Kurz darauf treffen sich Sim-deok und U-jin wieder. Beide befinden ihre Situation für aussichtslos. Auf der Fähre zurück nach Korea bitten sie zu einem letzten Tanz, bevor sie gemeinsam in den Tod springen.

## Figuren

### Kim U-jin
Kim U-jin stammt aus einer wohlhabenden Familie aus Mokpo. Er ist ein koreanischer Student für englische Literatur an der Tokioter Waseda-Universität. Während seines Studiums gründet er eine Theatergruppe, um in Korea ein Bühnenstück in koreanischer Sprache aufzuführen. Sein Vater finanziert zwar sein Studium, hält jedoch nicht viel vom Schreiben. Er hat einen klaren Weg für U-jin vorgefertigt. Er soll in seine Fußstapfen treten und sein Unternehmen übernehmen.

### Yun Sim-deok
Sim-deok ist Studentin und Sopranistin an der Musikhochschule Ueno (Tokio). Hong Nan-pa aus Kim U-jins Gruppe will sie als Sängerin gewinnen. Anfangs ist sie abgeneigt, da sie die Idee für gefährlich hält, möchte aber U-jin ihre Gesangskünste beweisen. Mit der Zeit verliebt sie sich in U-jin.

## Produktion
Am 27. März 2018 wurde bei einer öffentlichen Lesung das Skript vorgestellt. Die Dreharbeiten begannen im April.